# 白克德瓦河
白克德瓦河是俄羅斯的河流，屬於伊日馬河的支流，由科密共和國負責管轄，河道全長153公里，流域面積1,690平方公里，發源自季曼嶺，河水主要來自融雪。